# Konica

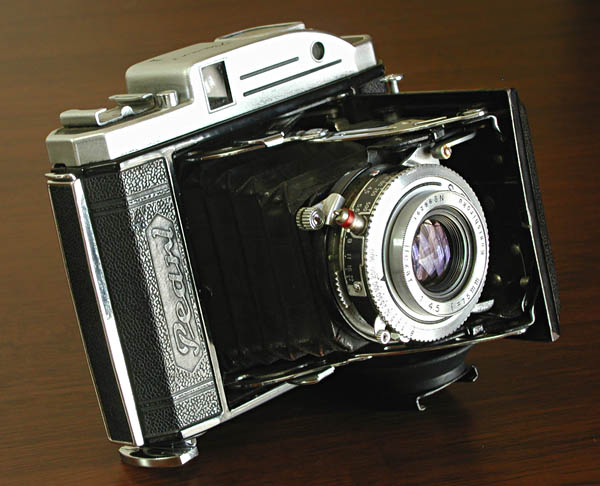
Pearl II

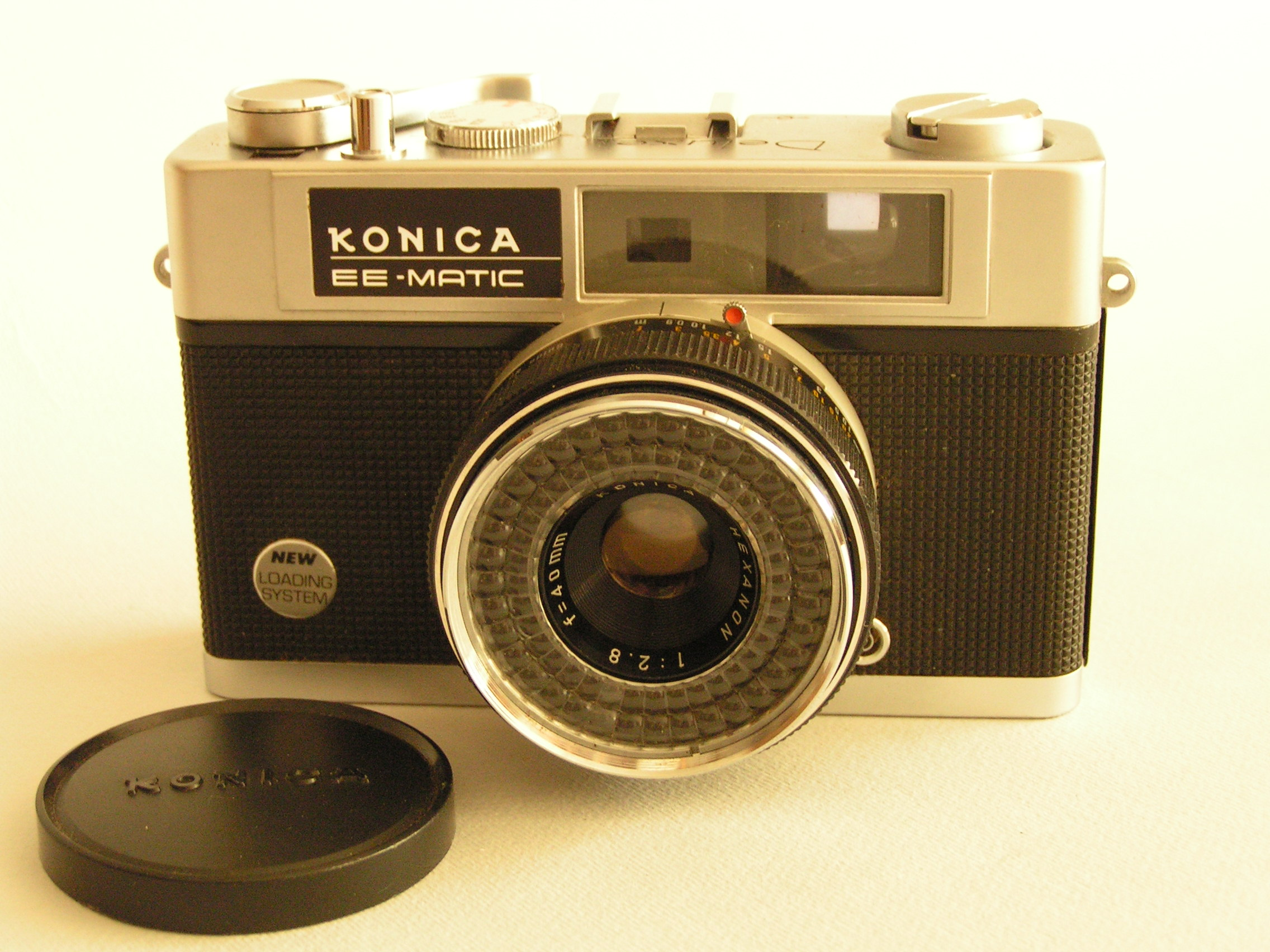
Konica EE Matic Deluxe (1968)

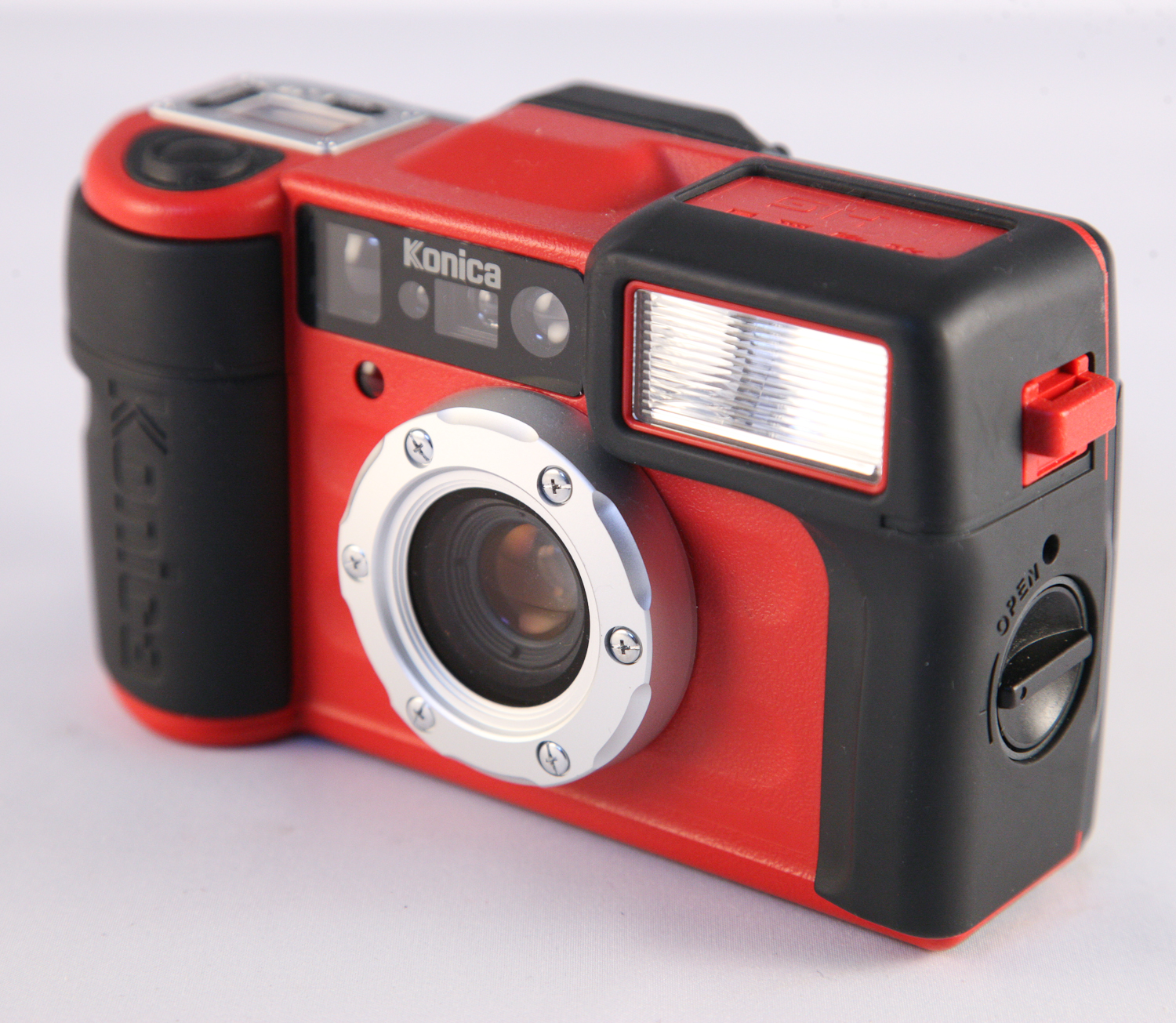
Konica Foreman

Konica (コニカ, Konika) byl japonský výrobce celé řady produktů, fotografických filmů, fotografických filmových kamer, příslušenství pro fotoaparáty, fotografických a filmových zařízení, kopírek, faxů a laserových tiskáren. V roce 2003 se společnost spojila s japonskou společností Minolta pod novým názvem Konica Minolta.

## Historie
Společnost sleduje svou historii sahající až do roku 1873 (ještě před datováním společnosti Kodak ve fotografickém průmyslu), kdy lékárník Rokusaburó Sugiura začal prodávat fotografické materiály v obchodě Konišija Rokubé, v té době největšího lékárníka v Tokiu.
V roce 1878 se Rokusaburó podařilo dosáhnout rodinného úspěchu a přejmenoval podnik na Rokuemon VI (Rokudaime Rokuemon). Svůj původní obchod dal svému mladšímu bratrovi a spustil nový obchod, Koniši Honten (hlavní obchod Koniši) v tokijské čtvrti Nihonbaši.
V roce 1882 zahájila společnost Koniši v Japonsku projekt výroby materiálů souvisejících s fotografií: do doby byly tyto produkty dováženy. V roce 1902 začala společnost Koniši prodávat „Cherry Portable Camera“ (チ ェ リ ー 手提 用 暗 函), první japonský fotoaparát vyráběný pro koncového uživatele. Postupem čau byly vydávány nové produkty a firma Koniši se stala přední fotografickou společností v Japonsku. V roce 1921 přenechal Koniši úspěch svému staršímu synovi. Podnik zůstal v rodině, syn stál v čele společnosti a při této příležitosti se z Koniši Honten stala společnost Koniširoku Honten. Jméno Koniširoku bylo převzato ze zkratky jejich jmen, Koniši a Rokuemon. V roce 1936 se společnost „Konishiroku Honten“ stala akciovou společností, která byla v roce 1943 přejmenována na „Konishiroku Photo Industry Co., Ltd.“
Společnost Koniširoku vydala svůj fotoaparát typu „Konica I“ v roce 1948 a po něm v roce 1987 pojmenovala celou vlastní společnost. V roce 1956 byla ve Philadelphii, PA, USA založena společnost „Koniphoto Corporation“ a o šest let později byla v Hamburku založena společnost „Konica Europe Zentrums“. Prodej a servis pro fotografický sektor v Německu probíhal u společnosti Carl Braun v Norimberku od 70. až do 80. let 20. století.
V roce 1960 postavila Konica svou první zrcadlovku F : měla kovovou závěrku v ohniskové rovině s nejkratší expoziční dobou 1/2000 sekundy a synchronizací blesku 1/125 sekundy. Jednooké zrcadlovky společnosti Konica byly průkopníkem automatické expozice ve fotoaparátech s clonami v ohniskové rovině a plně výměnnými objektivy. Roku 1963 přišel na trh první 35mm fotoaparát na světě s automatickou expozicí a měřením expozice CdS (Konica Auto S). Firma používala externí expozimetr k automatickému nastavení clony objektivu poté, co uživatel zvolil rychlost závěrky. V roce 1965 následovala první zrcadlovka s automatickým expozičním systémem (Konica Auto-Reflex) a v roce 1968 první kamera na světě s automatickou expozicí TTL (Konica Autoreflex 35 mm FTA v Japonsku, jinak Autoreflex T). Série Autoreflex byla dále vyvinuta až k modelu T4 v roce 1978. 1976 vyšlo speciální vydání Autoreflex T3, omezené na 1 500 kusů. Konica Autoreflex z roku 1965 S modelem Autoreflex T z roku 1968 společnost Konica vylepšila tento design na TTL pomocí stejného automatizačního systému. (Uživatel může na těchto fotoaparátech také nastavit expozici ručně). Ostatní výrobci fotoaparátů nakonec také přijali automatický expozimetr, ale Konica byla na trhu první.
První kompaktní fotoaparát s integrovaným bleskem a automatickou expozicí (Konica C35EF) byl uveden na trh v roce 1975. Jeho nástupce s pasivním automatickým zaostřováním (Konica C35AF) přišel na trh v roce 1977 a v roce 1978 jako první 35mm kompaktní fotoaparát na světě s automatickým osvitem data na snímek (Konica C35EFD). V roce 1979 přišla na trh první 35mm zrcadlovka na světě s vestavěným bezjádrovým mikromotorem pro transport filmu (Konica FS-1). Objektivy Konica mají dobrou pověst; To platí zejména pro objektiv 1,8 Pancake dodávaný s FS-1.
V roce 1985 byla s fotoaparátem Konica TC-X představena první 35mm kamera, která dokázala číst nově zavedený DX kód pro automatické nastavení citlivosti filmu. Zadní stěna TC-X má průhledové okénko pro kazetu s filmem. TC-X byla poslední zrcadlovka s logem Konica a byla již vyrobena jako zakázka ve společnosti Cosina. Stejně jako první zrcadlovka Konica měla kovovou závěrku. Roku 1987 vyšla první jednorázová kamera a v roce 1989 firma představila nejmenší plně automatický kompaktní fotoaparát na světě (Konica Big Mini).
V 90. letech 20. století podepsala Konica svou první významnou smlouvu s okresem Los Angeles poskytující pronájem kopírek vrchnímu soudu v Los Angeles. To mělo za následek zásadní posun v průmyslu, který dříve kopírky pouze prodával. Počáteční objednávka 250 kopírek v kraji vyžadovala, aby tam společnost Konica přesměrovala veškerý svůj inventář v Severní Americe.
Vysoce kvalitní hledáčková kamera Hexar následoval v roce 1992 velmi dobrým a jasným objektivem 2,0 / 35 mm, což byl nejtišší hledáčkový fotoaparát na světě na trhu. V roce 1995 byl vyvinut systém Konica Picture MD ve spolupráci společností Konica a Sony Corporation. V roce 1996 byla představena APS kamera Konica Super Big Mini BM-S 100. V roce 1997 představila společnost Konica veřejnosti svůj digitální fotoaparát Konica QM 100. V roce 1998 byla na trh uvedena jednotka pro 3,5" optomagnetické disky (OMD-9060) s úložnou kapacitou 640 MB. V roce 1999 byla celosvětově uvedena filmová řada Konica Color Centuria.
V roce 2000 byl představen systémový hledáčkový fotoaparát Konica Hexar RF se třemi výměnnými objektivy, který je kompatibilní s objektivy Leica M ; prodával se do roku 2003. V roce 2001 byly uvedeny na trh digitální fotoaparáty Konica Digital Revio KD-200Z a KD-300Z, v roce 2002 Konica Digital Revio KD-500Z.
Dne 5. srpna 2003 se společnost Konica spojila se společností Minolta a vytvořila společnost Konica Minolta. V roce 2006 společnost Konica Minolta opustila fotografický průmysl. V březnu 2006, sloučený podnik zavřel své fotografické divize pro imaging, které produkovaly barevné filmy, barevné papíry, fotografické chemikálie a digitální stroje pro minilaby. Sekce digitálních zrcadlovek byla převedena na společnost Sony, která je v současné době známá jako řada Sony Alpha. Dai Nippon (DNP) koupil tovární závod společnosti Konica v Odawara a pokračuje ve výrobě papíru pod vlastní značkou, zatímco Seapac získal chemickou továrnu Konica.

### Fotografické filmy
Konica byla významným producentem 35mm filmů a souvisejících produktů, včetně vývojových procesorů a tiskových technologií. Ačkoli se nikdy nevyrovnala gigantům jako Kodak nebo Fuji, uznávaná kvalita filmu Konica zajistila obecnou přítomnost na trhu. Původně byl film a papír Konica prodáván pod značkou „Sakura“, což v češtině znamená třešňový květ.
V polovině 80. let uvedla společnost Konica na trh svou řadu filmů SR, poté SR-V (1987), SR-G (1989), Super SR (1991), Super XG (1993), VX a nakonec „Centuria“ v roce 1999.

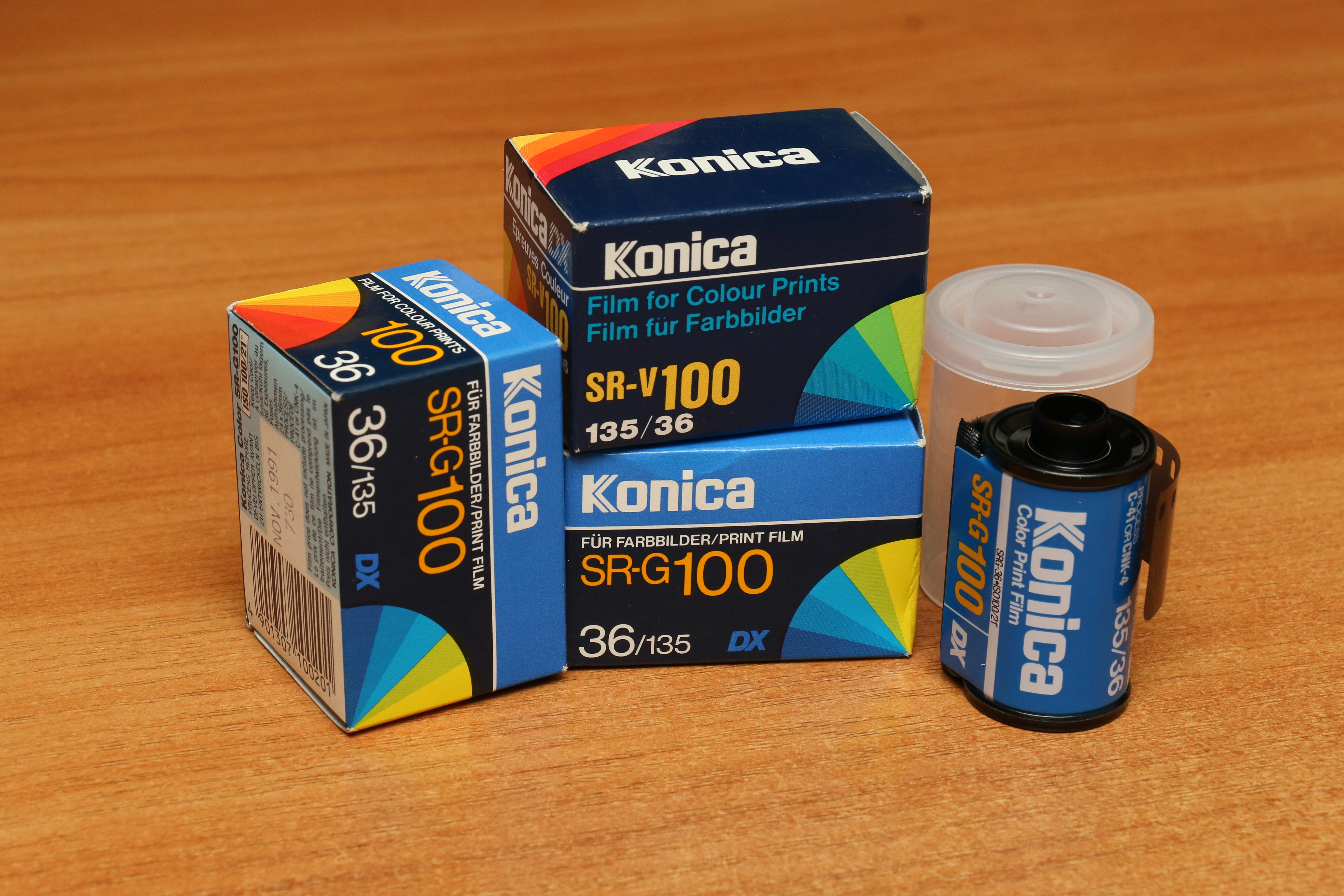
Fotografický film Konica SR-V 100 a SR-G 100, roky 1987—1989
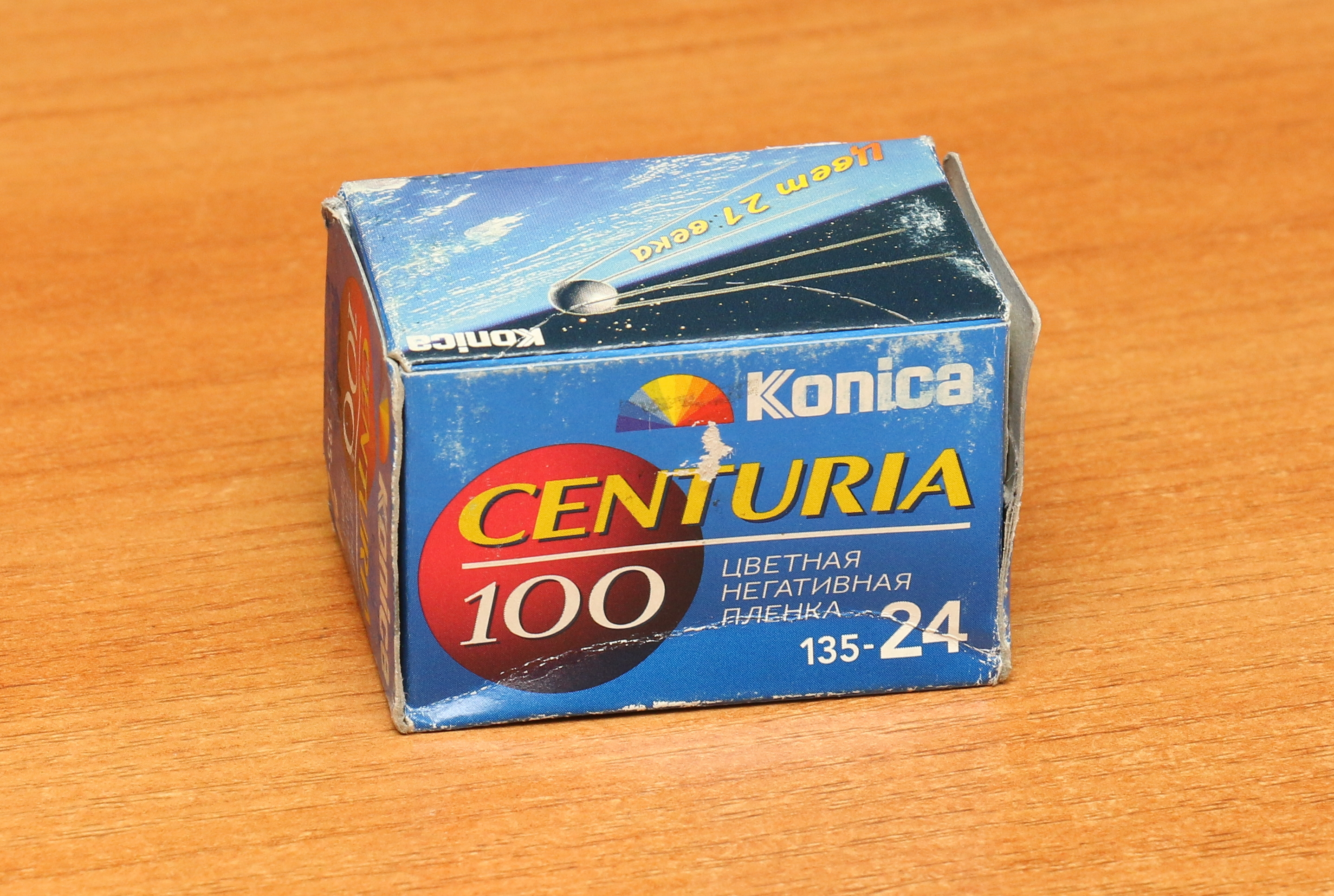
Fotografický film Konica Centuria 100, rok 2002
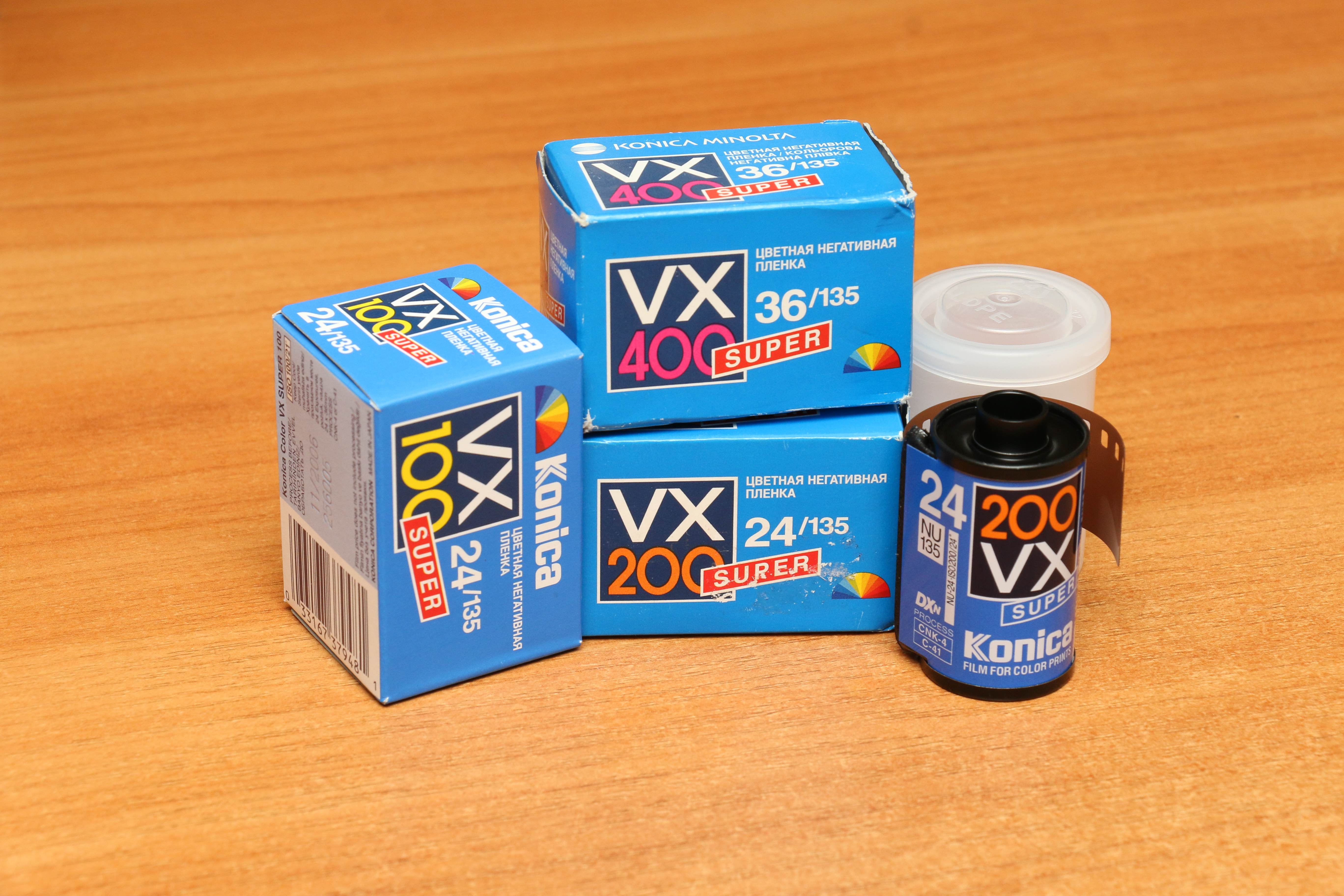
Fotografický film Konica VX Super 100/200/400, roky 2005—2006
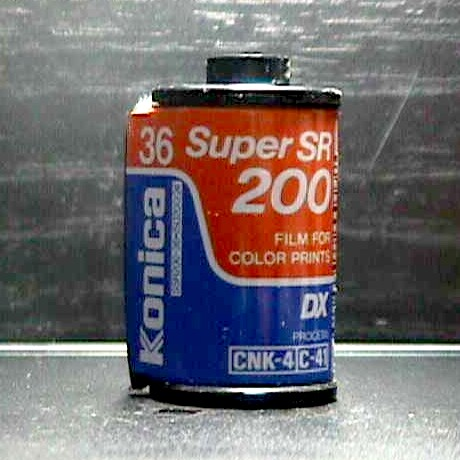
Fotografický film Konica Super SR 200
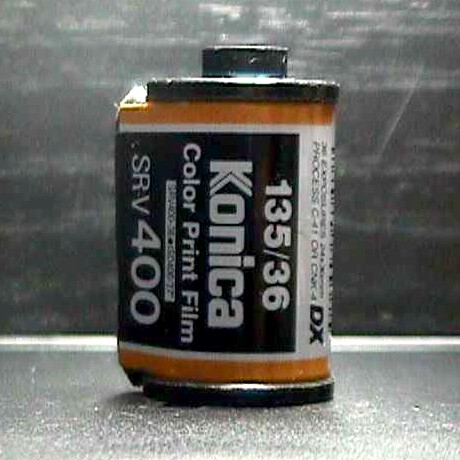
Fotografický film Konica SR-V 400
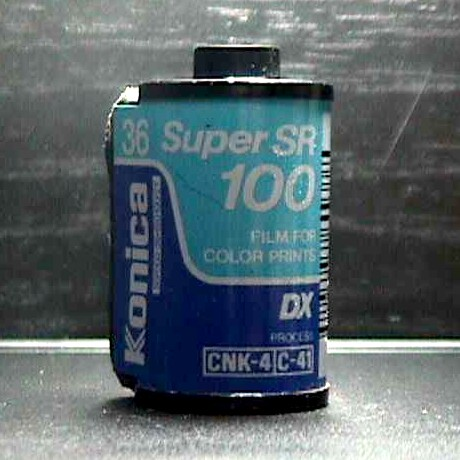
Fotografický film Konica SR 100
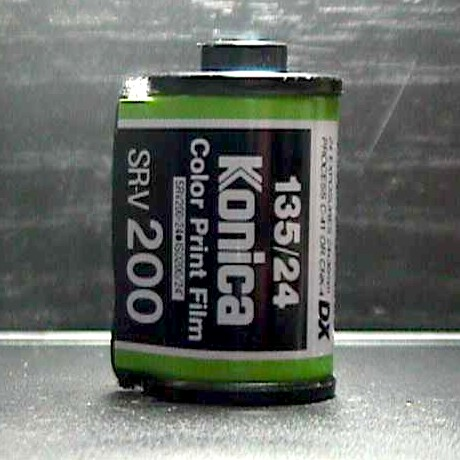
Fotografický film Konica SR-V 200
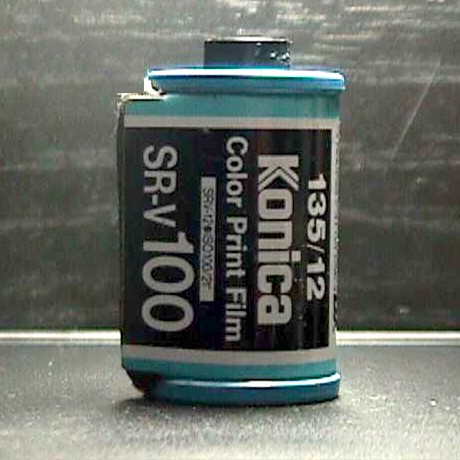
Fotografický film Konica SR-V 100

### Fotoaparáty

#### 35 mm dálkoměrné fotoaparáty s hledáčkem

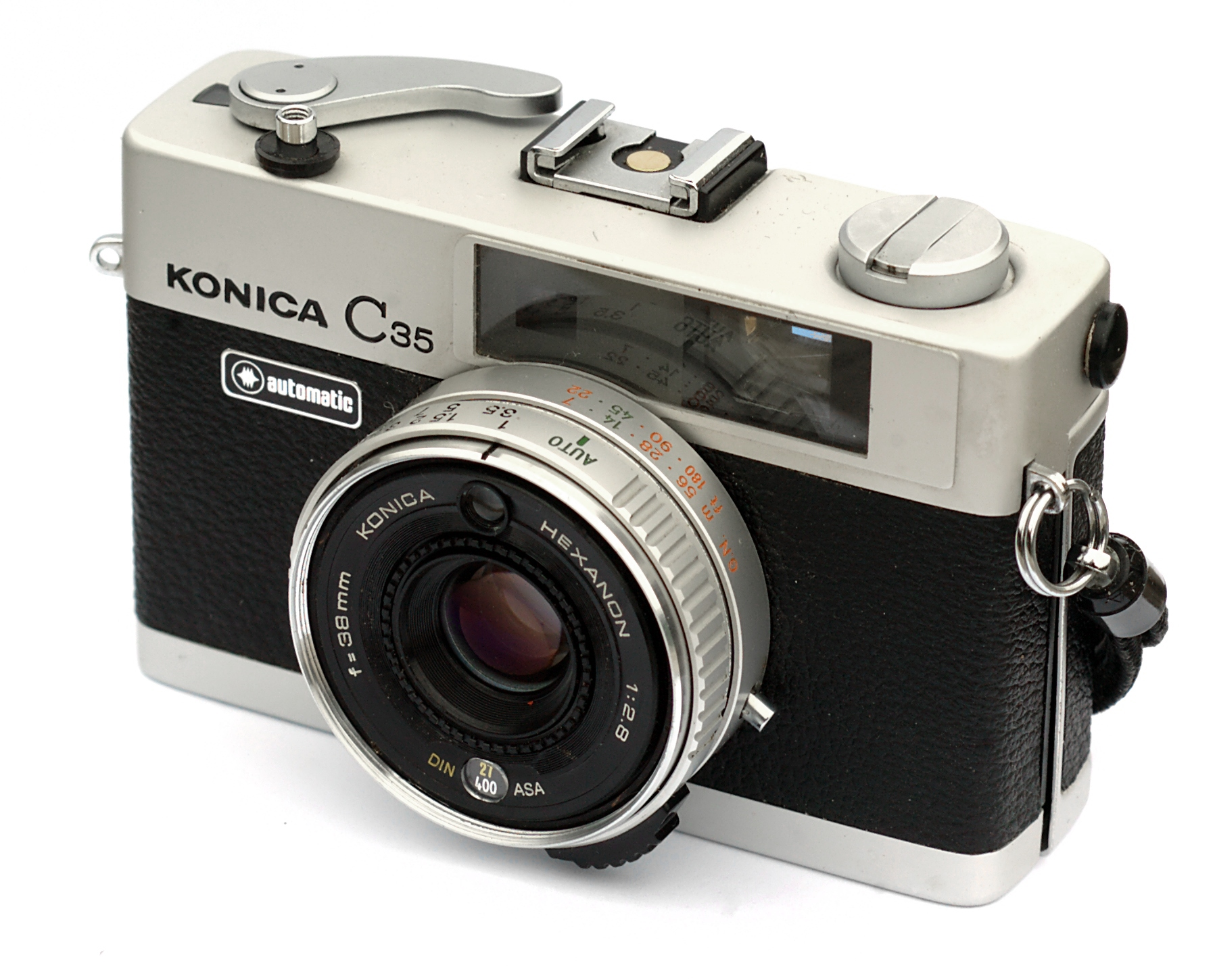
Konica C35

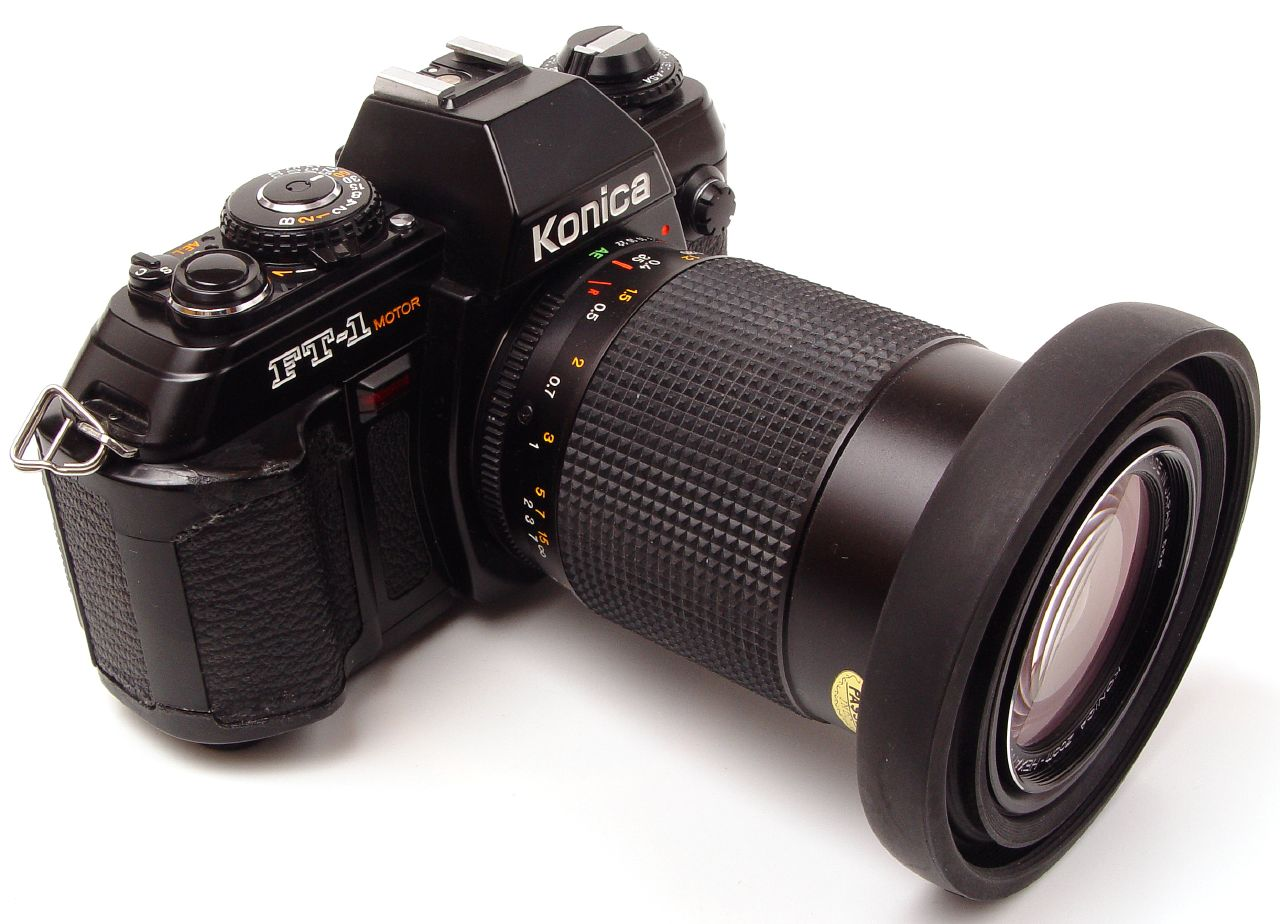
Konica FT-1

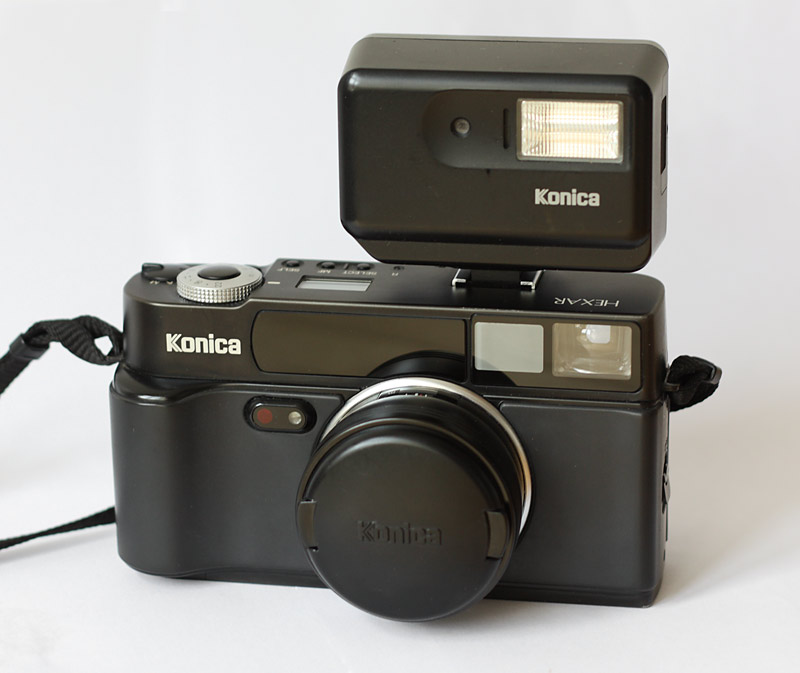
Hexar

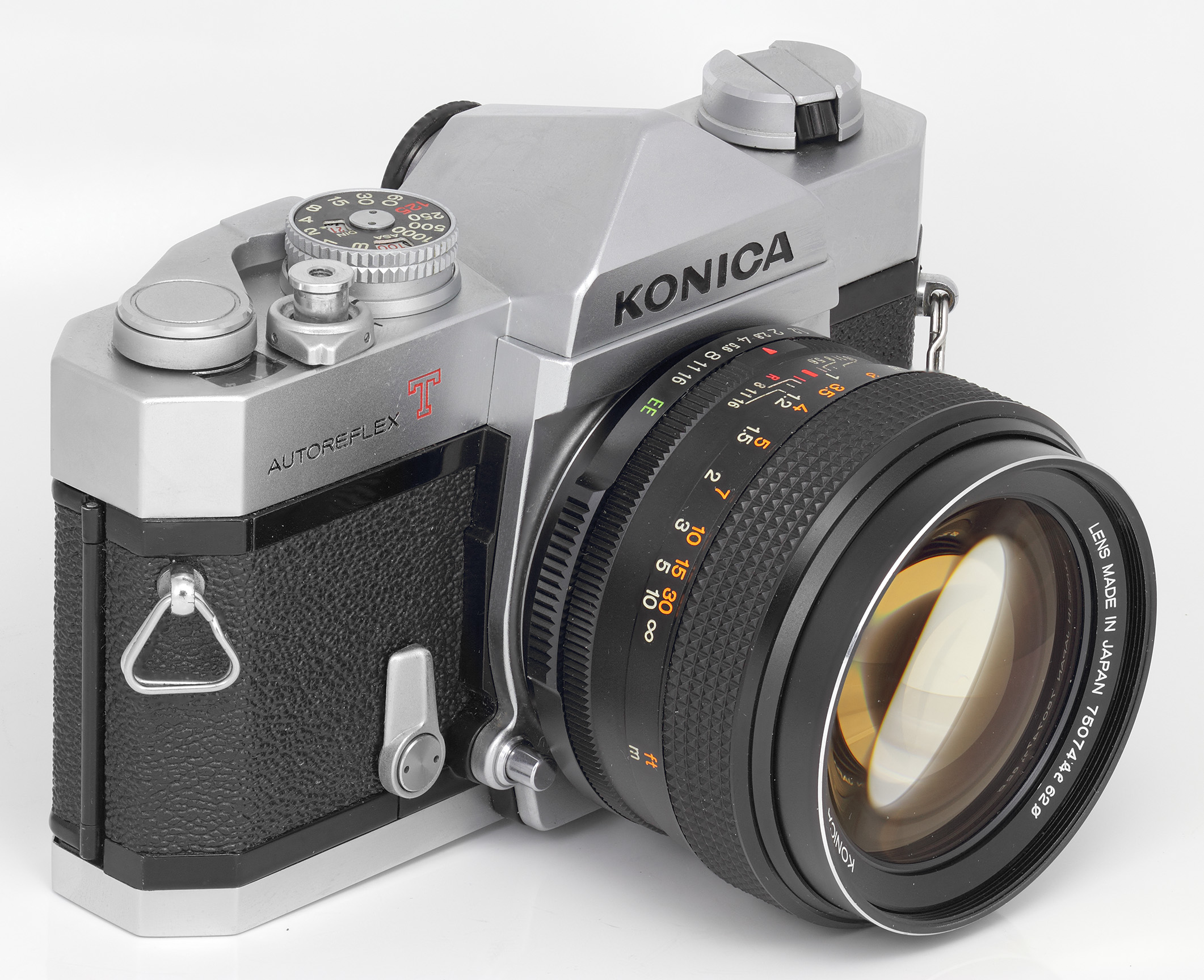
Konica Autoreflex T2, 1970

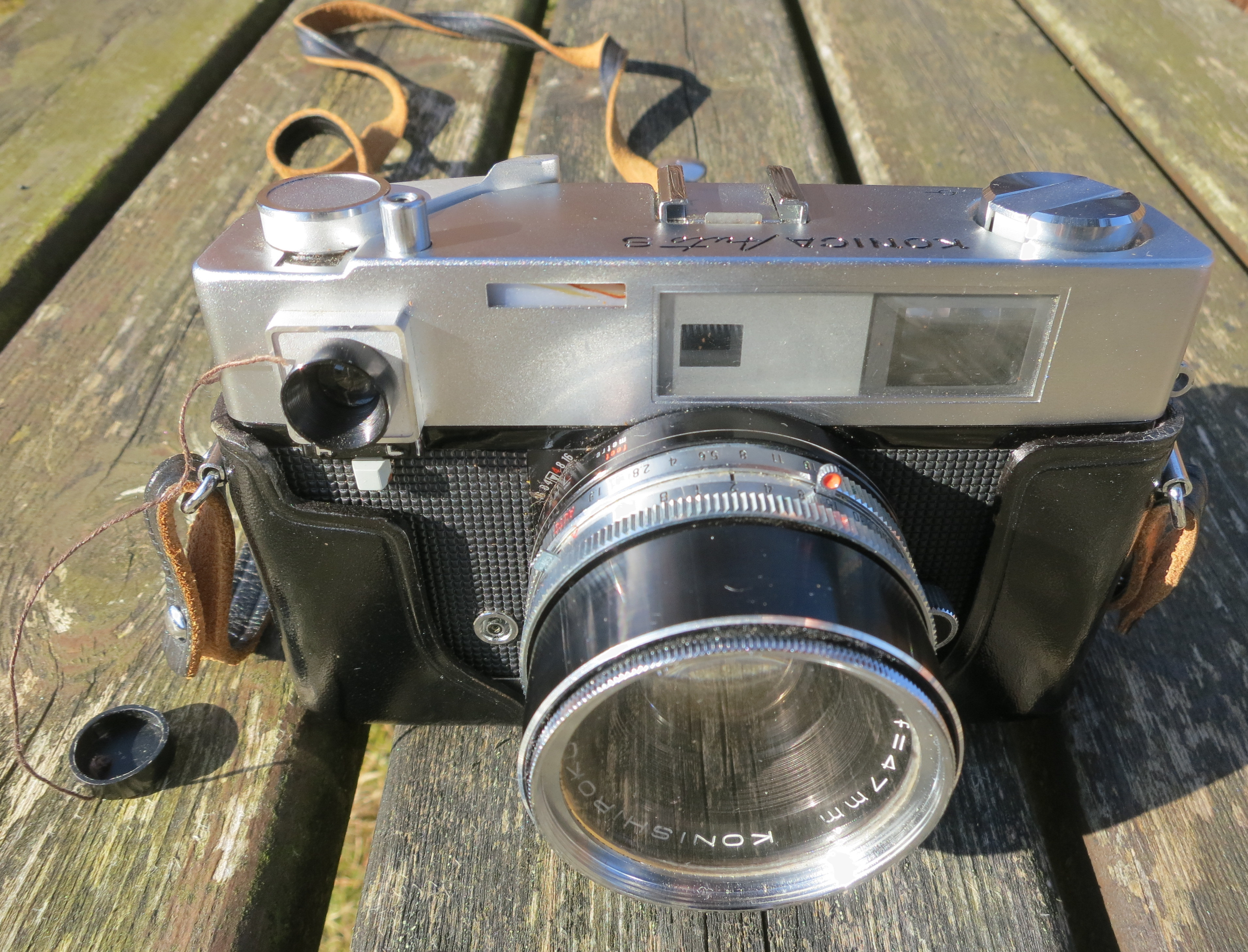
Konica Auto S, 1963

- Rubikon (1936?) Prototyp Konica I, vývoj zastavila první světová válka, částečně se pokračovalo po válce.
- Rubicon (1936?) X-ray fotoaparát používající 35mm rentgenový film, některá šasí jako Rubikon/Konica I.
- Konica "I" (1946) Koniširokův první 35mm fotoaparát. Více varianta (objektivy, závěrky, hledáček, blesk).
- Konica II (1950)
- Konica IIB (1955) (varianty s objektivy f3.5 a f2.8)
- Konica IIB-m (1956)
- Konica IIA (1956) první model používající výborný objektiv Hexanon 48mm f2.
- Konica III (1956) varianty s Konirapid-S & Seikosha MXL závěrky, většinou s objektivem 48/2, vzácnější verze Hexanon w/48mm f2.4.
- Konica IIIA (1958) varianty s 48/2 & 50/1.8 Hexanons.
- Konica IIIM (1959) varianty s Copal MXV & Seikosha SLV závěrky, vše s objektivem 50/1.8 Hexanon. Vestavěný dálkoměr, první Konica se sáňkami na blesk (není standard).
- Konilette 35 (1959) Cenově dostupná varianta 35mm se škálovatelným ostřením, Konitor 45/3.5 objektiv.
- Konica S (1959) s expozimetrem. Objektiv varianty: 45/2.8 Hexar, Hexanon 48/2, 48/1.8
- Konica L (1960) Hexar 45/2.8 objektiv, Seikosha závěrka L, zajímavá skládací dvířka na film.
- Konica S II (1961) v nabídce pouze s objektivem Hexanon 48/2.
- Konica S III (1963) nové šasí, podobné jako Auto S, používá také objektiv Hexanon 47/1.9 stejně jako Auto S.
- Konica EE-Matic (1963) pouze AE, seleniový článek pro měření (bez baterie). Také prodávaná jako Wards xp500/500a.
- Konica Auto S (1963) první měření CdS, fotoaparát s automatickým expozimetrem. Také prodávaný jako Wards am450/am550, Revue Auto S.
- Konica EYE (1964) Half-frame fotoaparát. Také prodávaná jako Wards EYE.
- Konica Auto S2 (1965) Také prodávaná jako Wards am551.
- Konica EE-Matic S (1965) Downgrade origilnální EE-Matic, bez dálkoměru. Také prodávaná jako Wards xp400.
- Konica EE-Matic 260 (196?) verze EE-Matic používající 126 film. Také prodávaná jako Wards cp301 & Wards 260.
- Konica EE-Matic Deluxe (1965) Primární upgrade, širší rozsah ASA pro měření, vylepšený objektiv. Wards xp501.
- Konica EE-Matic Deluxe "New" (1965) Vylepšené vřeteno pro navíjení filmu, snazší zavádění. Wards xp501a.
- Konica Auto SE (1966) Návrat „motorizovaného“ filmu. Výborný objektiv! Wards ep504, Revue Auto SE. První Konica se standardními sáňkami na blesk.
- Konica Auto S1.6 (1967) Rychlý f1.6 objektiv, sáňky na blesk.
- Konica EE-Matic Deluxe 2 (1967) Prodávaná jako Wards rf450.
- Konica Auto S 261 (1967) Verze na 126 film, auto S line, CdS měření. Wards cp302, Wards 261.
- Konica C35 (chrom verze) (1967) nejlépe prodávaná kompaktní fotoaparát. Přezdívka „Journey“, za malou velikost a přenositelnost.
- Konica Electron (1967)
- Konica C35 (černá verze) (1967)
- Konica C35 flashmatic (Japonsko) (1968) „C35 Automatic“ (export). Chrom & černá verze.
- Konica C35 E&L (Japonsko) (1969) C35 ekonomický model. Bez dálkoměru. „C35 V“ (export).
- Konica Auto S3 (export) (1973) Výborný malý fotoaparát založený na sérii C35. Rychlý objektiv. Pouze AE. „C35 FD“ v Japonsku. Auto S3 vyráběn pouze v černé variantě. C35 FD vyráběn také ve variantě chrom.
- Konica C35 EF (1976) první model s vestavěným bleskem. „Pikkari“
- Konica C35 AF (1977) První autofocus fotoaparát, „Jasupin“, prodáno 1,000,000 kusů.
- Konica C35 EF "New" Přidána samospoušť.
- Konica C35 EFP (1977)
- Konica C35 EF3 (1981) „Color Pikkari“
- Konica C35 AF2 (198?)
- Konica C35 EFJ (Japonsko) (1982) „Konica POP“ (exportní značka).
- Konica C35 MF (1982) Auto focus. „Jasupin Super“. C35 MD-D, verze se zadním datem.
- Konica C35 AF3 (1983) Auto focus. Poslední „C35“.
- Konica MG (1983) Také MG-D varianta se zadním datem.
- Konica EFP2 (1984)
- Konica MR70 (1985)
- Konica AA-35 / Recorder (1985) Half frame, různé barvy. AA-35: exportní značka.
- Konica MT-7, MT-9, MT-ll (1986) „Multi“ 7, 8 & 9 v Japonsku.
- Konica EFP3
- Konica MR70 LX
- Konica Off Road/Genba Kantoku/MS-40
- Konica Z-Up 70 & Z-Up 70 VP
- Konica Z-Up 80 & Z-Up 80 RC
- Konica Tomato
- Konica Kanpai Hlasem ovládaný fotoaparát.
- Konica Big Mini
- Konica Z-Up 28W
- Konica MT-100
- Konica Jump Auto
- Konica Aiborg
- Konica Big Mini Neo
- Konica Off Road 28WB Wide & 28HG
- Konica Big Mini Nou 135
- Konica Big Mini BM S-100
- Konica Big Mini F
- Konica Z-Up 60
- Konica Z-Up 90
- Konica Z-Up 110
- Konica Z-Up 120
- Konica Z-Up 130
- Konica Z-Up 135
- Konica Z-Up 140
- Konica Z-Up 150
- Konica Hexar (1991-1992) (autofocus) se světelným objektivem 2,0/35 mm[21]
- Konica Hexar RF (2001)

#### Zrcadlovky s bajonetem F
První série jednookých zrcadlovek Konica používala bajonet Konica F, pojmenovaný podle prvního fotoaparátu, který jej začal používat. Jednalo se o bajonetový držák a není kompatibilní s pozdějšími držáky objektivu Konica. Ohnisková vzdálenost příruby F-mount byla 40,5 mm, jeden z nejmenších, jaké kdy byly použity pro 35 mm SLR. Průměr byl 40 mm.
Není identický s bajonetem Nikon F, který má mnohem delší ohniskovou vzdálenost příruby 46,5 mm.
- Konica F (1960–?)
- Konica FS (1962–1964)
- Konica FSW (1962–?)
- Konica FP (1963–?)
- Konica FM (1965–?)

#### Zrcadlovka s pevným objektivem
- Konica Domirex (1963–?, prototyp)

#### Zrcadlovky s bajonetem AR

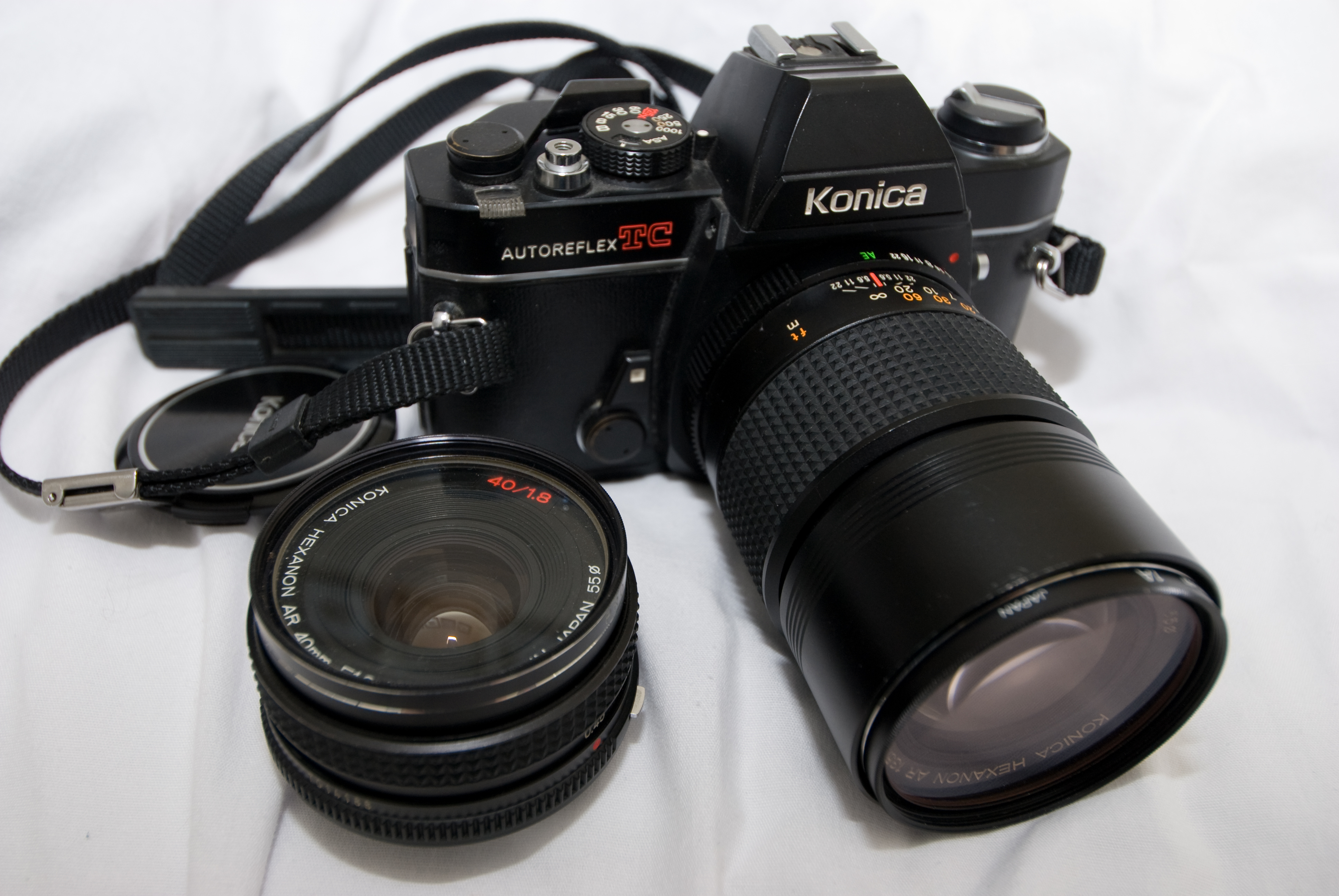
Konica Autoreflex TC (1976–1982) s objektivem Hexanon, vlevo Pancake f1,8

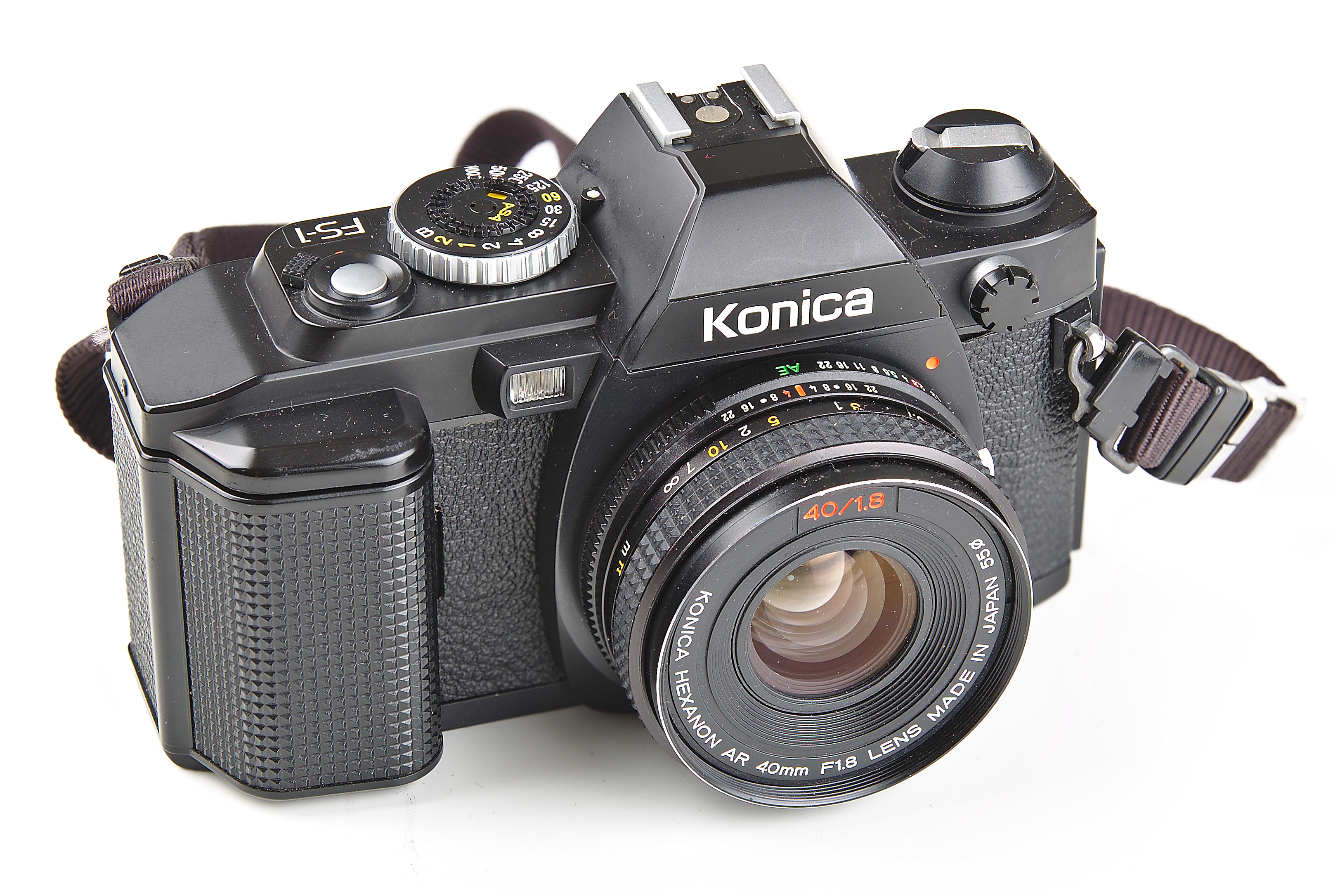
Konica FS-1, první zrcadlovka na světě s vestavěným motorovým pohonem

Druhá série zrcadlovek společnosti Konica začala s Auto-Reflex z roku 1965. Tato řada skončila v roce 1987, kdy Konica trh zrcadlovek opustila.
Bajonet pro objektiv AR udržoval stejnou vzdálenost mezi přírubou a filmem, jakou měl předchozí bajonet objektivu Konica F (40,5 mm), ale má větší průměr 47 mm.
- Konica Auto-Reflex (1965–1968) V Japonsku známá jako Autorex.
- Konica Auto-Reflex P (1966–1968) V Japonsku známá jako Autorex P.
- Konica Autoreflex T (1968–1970)
- Konica Autoreflex A (1968–1971)
- Konica Autoreflex T2 (1970–1973)
- Konica Autoreflex A2 (1971–1972)
- Konica Autoreflex A1000 (1972–1973)
- Konica Autoreflex T3 (1973–1975)
- Konica Autoreflex A3 (1973–?)
- Konica Autoreflex T3N (1975–1978)
- Konica Autoreflex TC (1976–1982)
- Konica Autoreflex T4 (1978–1979)
- Konica FS-1 (1979–1983)
- Konica FC-1 (1980–1983)
- Konica FP-1 (1981–1983)
- Konica FT-1 (1983–1987)
- Konica TC-X (1985–1988)[23] Postavila firma Cosina.

### Objektivy
Vyměnitelné objektivy Konica SLR byly pojmenovány Hexanon. Optická kvalita většiny objektivů Hexanon je považována za skutečně vynikající, zejména u starších objektivů s pevnou ohniskovou vzdáleností (prime). Mnoho výrobců fotoaparátů s výměnnými objektivy vyrábí mezi svými řadami několik skvělých objektivů, ale Konica dokázala v průběhu let dosáhnout téměř vynikající kvality při širokém rozsahu ohniskových vzdáleností v testech objektivů prováděných několika fotografickými publikacemi.